# Bülbülvanga
Der Bülbülvanga (Tylas eduardi) ist ein Sperlingsvogel in der Familie der Vangawürger (Vangidae).
Das Artepitheton bezieht sich auf Henri Milne Edwards.

## Merkmale

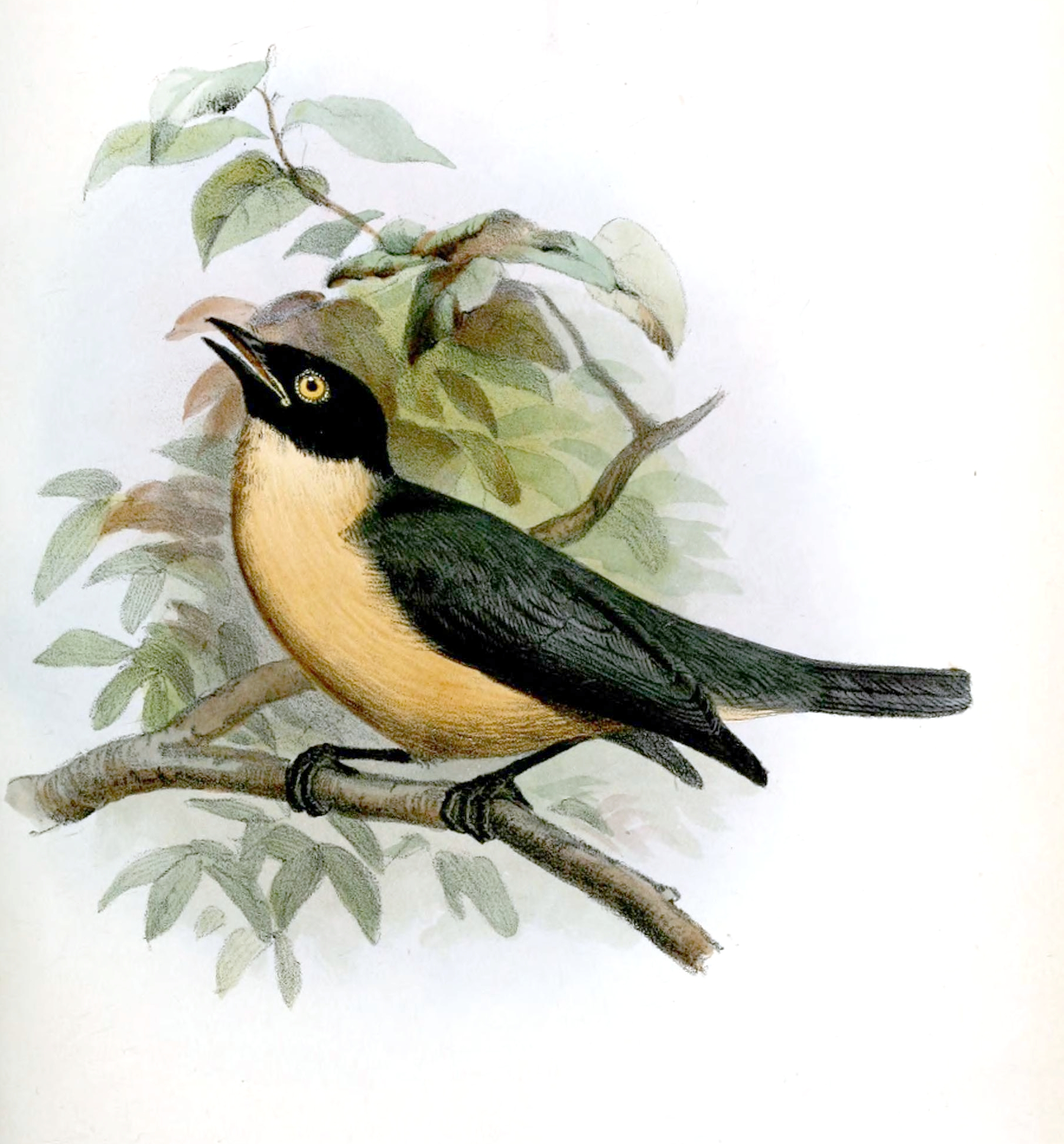
Bülbülvanga, Illustration

Der Bülbülvanga ist ein mit 20–21 cm mittelgroßer und 35–54 g schwerer, schlank wirkender Vangawürger mit schmalem, schwarzen Schnabel. Die Oberseite ist oliv-braun, die Unterseite ockerfarben, die Beine sind dunkel. Kopf, Kehle und Hals sind schwarz mit schmalem weißen Halsband. Es gibt eine Variante mit Weiß an Brust und Bauch.

## Verhalten
Bülbülvangas treten meistens in gemischten Schwärmen „Mixed Flocks“ auf und ernähren sich von Insekten, Schmetterlingen, Raupen und Libellen.
Er brütet zwischen Oktober und Januar im Osten, möglicherweise zwischen August und September im Westen Madagaskars. Der Vogel ist monogam und brütet als Paar, das Männchen übernimmt die Revierverteidigung.

## Verbreitung und Lebensraum
Der Bülbülvanga gehört zur monotypischen Gattung Tylas und ist in Madagaskar endemisch.
Er ist im tropischen Tiefland- und Bergregenwald bis etwa 1600 m anzutreffen.

## Geografische Variation
Es werden folgende Unterarten anerkannt:
- T. e. albigularis Hartlaub, 1877 umschrieben im Westen des Landes mit Weiß an Kehle, Kinn und Ohrdecken.
- T. e. eduardi Hartlaub, 1862, Nominatform im Osten Madagaskars.

## Gefährdungssituation
Der Bestand gilt als Least Concern (nicht gefährdet).